# Little Red Riding Hood (film 1911 Kirkwood)
Little Red Riding Hood è un cortometraggio muto del 1911 diretto da James Kirkwood e da George Loane Tucker. Uno dei primissimi adattamenti cinematografici della fiaba Cappuccetto rosso di Charles Perrault.

## Trama
La cara vecchia nonna, che vive da sola nella sua capanna nel bosco, ha portato come regalo alla nipotina un bellissimo cappuccio rosso fatto con le sue mani. La piccola ne è entusiasta e, quando la nonna torna a casa, la accompagna. Qualche tempo dopo, la mamma consegna alla figlioletta delle ghiottonerie da portare alla nonna. Lungo la strada, la bambina si riposa sotto un albero e sogna. Un lupo, nelle vesti di un cane amichevole, le chiede dove sta andando. Quando lei gli risponde, il lupo corre a casa della nonna dove soddisfa il suo appetito mangiandola. Indossando il suo berretto da notte, occupa il suo letto. La nipotina, quando entra, esibisce i suoi regali ma il lupo, dopo aver chiacchierato confidenzialmente con lei, le salta addosso. Alle urla della ragazzina, accorre suo padre con i suoi fidati boscaioli che cacciano il lupo e la salvano. Risvegliata improvvisamente dalle sue stesse urla, la piccola non riesce a rompere l'incantesimo di quel terribile sogno. Arrivata alla capanna della nonna, sbircia cautamente alla finestra, ma i suoi timori svaniscono vedendola viva, sana e salva.

## Produzione
Il film fu prodotto dalla Majestic Motion Picture Company.

## Distribuzione
Distribuito dalla Motion Picture Distributors and Sales Company, uscì nelle sale cinematografiche statunitensi il 17 dicembre 1911. In Gran Bretagna, la Western Import Company lo distribuì il 4 dicembre 1912. In Venezuela, il film prese il titolo Caperucita roja.
Il film è stato recentemente restaurato e proiettato al Museum of Moving Image di New York.